# Чумак, Евгений Анатольевич
Евге́ний Анато́льевич Чума́к (укр. Євген Анатолійович Чумак; род. 25 августа 1995[…], Глуховцы, Винницкая область) — украинский футболист, полузащитник.

## Клубная карьера
Евгений Чумак родился в Глуховцах Винницкой области. В возрасте 6 лет отец отвёз Евгения в Киев, где тот начал заниматься футболом в ДЮФШ «Динамо» под руководством Александра Шпакова. После нескольких лет выступлений в нападении тренеры решили перевести Чумака на позицию флангового полузащитника, а в возрасте 14 лет отправили его ближе к центру поля. За несколько лет до выпуска из академии Евгений перешёл в ряды столичного РВУФК, где тренировался под руководством Александра Калины и Дмитрия Семчука.
В 2012 году Чумак вернулся в систему киевского «Динамо», став одним из ключевых игроков юношеской команды Валентина Белькевича, выигравшей золотые награды первенства Украины среди игроков до 19 лет. В том же году Евгения начали привлекать и к матчам молодёжной команды «Динамо». В течение следующего сезона он стал одним из ключевых игроков динамовского дубля.
26 февраля 2015 года дебютировал в составе первой команды «Динамо», появившись на поле в матче Лиги Европы против французского «Генгама». В еврокубках сезона 2014/15 также выходил на поле в матчах 1/8 финала с «Эвертоном» (1:2) и 1/4 финала с «Фиорентиной» (1:1). В Премьер-лиге дебютировал 1 марта того же года в матче против харьковского «Металлиста» выйдя на замену на 84-минуте вместо Юнеса Беланды. В том матче «бело-синие» выиграли со счётом 3:0, а игрок забил свой первый гол за команду.
В начале сезона 2015/16 перешел на условиях аренды в ужгородскую «Говерлу». В марте 2016 года был заявлен за «Динамо-2», однако впоследствии взят в аренду клубом «Торпедо-БелАЗ», в составе которого стал обладателем Кубка Беларуси. Дебютный гол забил 16 апреля 2016 года, реализовав пенальти в матче против «Нафтана». Летом 2016 года на правах аренды перешёл в «Звезду» из Кропивницкого, однако после 6-го тура сезона 2016/17 покинул клуб. Впоследствии выступал за львовские «Карпаты» и могилёвский «Днепр». В марте 2018 года подписал контракт с черниговской «Десной». В марте 2019 года вместе с соотечественниками Денисом Скепским, Алексем Майданевичом и Александром Батальским подписал контракт с грузинским перволиговым клубом «Шевардени-1906» (Тбилиси).

## Карьера в сборной
Евгений выступал за юношеские сборные своей страны и принимал участие на юношеском чемпионате Европы 2014 года, который состоялся в Венгрии. Украинская команда не смогла выйти из группы, проиграв лишь будущим победителям соревнований — немцам, а сам Чумак появлялся на поле во всех трёх поединках сборной. С 2014 года являлся игроком молодёжной сборной Украины. В 2015 году сыграл в 4 матчах на чемпионате мира среди молодёжных команд в Новой Зеландии.

## Достижения

### Командные
- Чемпион Украины: 2014/15
- Обладатель Кубка Украины: 2014/15
- Обладатель Кубка Беларуси: 2015/2016
- Бронзовый призёр Первой лиги: 2017/18.